# Rue Rideau
 (juin 2023).
Si vous disposez d'ouvrages ou d'articles de référence ou si vous connaissez des sites web de qualité traitant du thème abordé ici, merci de compléter l'article en donnant les références utiles à sa vérifiabilité et en les liant à la section « Notes et références ».
La Rue Rideau (en anglais : Rideau Street), Route d'Ottawa #34) est une rue importante au centre-ville d'Ottawa, capitale du Canada. Elle est l'une des rues les plus connues de la ville. Elle constitue la rue la plus importante en direction est-ouest pour le secteur  Basse-Ville d'Ottawa. 

## Histoire et disposition
La rue était Route 17B avant que cette désignation soit abandonnée en 1998. Elle va du Canal Rideau à l'ouest (où elle continue sous le nom de rue Wellington) jusqu'à la rivière Rideau à l'est, où elle devient chemin de Montréal, à Vanier. Dans la rue Rideau, on trouve aussi le Château Laurier et le Centre de conférences du gouvernement (l'ancienne gare centrale d'Ottawa).
Pour des années, la rue Rideau était l'une des rues commerciales les plus importants d'Ottawa ; on y trouvait de grands magasins comme Freimans, Ogilvy's, Woolworth, Caplan's et le Metropolitan. Bien que les grands magasins locaux aient disparu, on y trouve toujours le grand magasin de La Baie, le centre commercial Centre Rideau, et les magasins du Marché By sont proches.
Au nord de la rue Rideau se trouve le secteur traditionnel de la Basse-Ville d'Ottawa. À l'ouest de l'avenue King Edward est situé le secteur commercial du Marché. À l'est, il y a un quartier majoritairement résidentiel, traditionnellement francophone qui est maintenant habité par divers groupes d'immigrants, surtout des Africains francophones et des Somalis.
Au sud de la rue Rideau, on trouve le quartier Côte-de-Sable avec son mélange d'ambassades, vieilles maisons, édifices d'appartements à hauteurs variées, et résidences estudiantines.
La rue abritait le couvent Notre-Dame du Sacré-Cœur dont la chapelle de style néogothique, conçue par Georges Bouillon en 1887–1888, a été démantelée en 1972 et reconstruite à l'intérieur du Musée des beaux-arts du Canada afin de préserver son architecture unique.